# Frédéric Morvan
 (mai 2012).
Si vous disposez d'ouvrages ou d'articles de référence ou si vous connaissez des sites web de qualité traitant du thème abordé ici, merci de compléter l'article en donnant les références utiles à sa vérifiabilité et en les liant à la section « Notes et références ».
Frédéric Morvan, né le 31 mai 1965  à Brest, est un historien spécialiste de l'histoire de la Bretagne.
Agrégé d'histoire (1994) et docteur en histoire (2007), il a notamment enseigné à l'université de la Nouvelle-Calédonie.

## Biographie

### Formation
Il fait ses études secondaires à Rennes et à Sablé-sur-Sarthe où il obtient le baccalauréat ES en 1984.
Il étudie ensuite l'histoire à l'université de Bretagne occidentale à Brest et obtient une maîtrise d'histoire ancienne en 1990.

### Carrière dans l'enseignement secondaire
Reçu au CAPES d'histoire-géographie en 1991, il enseigne pendant deux ans dans un collège de la région de Calais.
Reçu en 1994 à l'agrégation d'histoire (concours externe), il enseigne dans des établissements secondaires de la région brestoise, tout en étant chargé de cours à l'université de Bretagne occidentale (histoire médiévale et histoire contemporaine).
En 1997, il commence une thèse de doctorat, travaillant d'abord sous la direction de Jean Kerhervé (1997-2004), puis de Bertrand Schnerb et de Michael Jones.

### Carrière dans l'enseignement supérieur
De 2000 à 2002, il est chargé de recherche en histoire médiévale au CNRS, rattaché au Centre de recherche bretonne et celtique.
De 2003 à 2005, il est professeur à l'IUFM du Pacifique à Nouméa et à Papeete, ainsi que coordinateur de la filière Histoire de l'université de la Nouvelle-Calédonie.
En février 2007, il devient docteur en histoire après avoir soutenu sa thèse intitulée Les Hommes d'armes du duché de Bretagne de 1213 à 1381.

### Situation actuelle
Il enseigne actuellement[Quand ?] au Lycée Polyvalent Amiral Ronarc'h à Brest.

## Activités extra universitaires
Frédéric Morvan est un des principaux contributeurs de L'Encyclopédie de la Bretagne, dont il vient de diriger les quatre premiers volumes.
Président jusqu'en février 2013 de la Section Histoire de l'Institut culturel de Bretagne, il est aussi membre du Conseil d'administration de cet Institut.
Il est aussi 
- membre du comité directeur de la Société d'histoire et d'archéologie de Bretagne.
- responsable de la commission scientifique et historique du projet Vallée des Saints et des projets pour le Poher.
- depuis le mois d'avril 2012, président du Centre d'histoire de Bretagne[1].

En 2015, il a écrit des chroniques sur l'histoire de la Bretagne pour l'agence Bretagne Presse .

## Publications

### Ouvrages
- La chevalerie bretonne et la formation de l'armée ducale, 1260-1341 (préf. Michael Jones), Rennes, Presses universitaires de Rennes, coll. « Histoire. Série Guerre et société », 2009, 293 p. (ISBN 978-2-7535-0827-9, présentation en ligne).
- Généalogies des ducs de Bretagne, Paris, Éditions Jean-Paul Gisserot, coll. « Les universels Gisserot », 2013, 127 p. (ISBN 978-2-7558-0438-6).
- Les Chevaliers bretons. Entre Plantagenêts et Capétiens du milieu du XIIe au milieu du XIIIe siècle, Éditions Coop Breiz, Kerangwenn Spézet, 2014.  (ISBN 9782843466700)
- Les Bretons de 1870 à 1970, l’esprit valeureux, l’âme fière, Michel Lafon éditions, Paris, 2014, 96 p.  (ISBN 2749923395)
- Dictionnaire du vocabulaire de l'histoire de Bretagne (dir.), éditions de l'Encyclopédie de la Bretagne, vol.1, Rennes, 2015.
- De l'âge de fer aux invasions scandinaves (936) (dir.), éditions de l'Encyclopédie de la Bretagne , vol. 2, Rennes, 2015.
- Les Souverains de Bretagne - Des rois aux Ducs, éditions de l'Encyclopédie de la Bretagne, vol. 3, Rennes, 2016.
- Bretagne. L'histoire confisquée, Le Cherche Midi, 2017.  (ISBN 2749155045)
- La chevalerie bretonne au temps de Bertrand du Guesclin (1341-1381) : les hommes d'armes bretons dans la première phase de la guerre de Cent ans, Vannes, Institut culturel de Bretagne, 2014, 758 p. (ISBN 978-2-86822-115-5). Réédition Centre d’Histoire de Bretagne/Kreizenn Istor Breizh,
- Église, religion, croyances du Moyen Âge à nos jours (dir.), Encyclopédie de la Bretagne, vol. 4, 2018.
- En collaboration avec Françoise Le Goaziou, Bretons sur Seine, Ouest-France Editions, 2019, 264 p.  (ISBN 2737381150).
- Anne de Bretagne, Paris, Gisserot, 2020, 186 p.  (ISBN 9782755809022)
- Du Guesclin, Brest, Fayard (édition), 13 octobre 2021, 276 p. (ISBN 221371200X)

### Articles
- « Le Livre des Ostz (1294). Un éclairage sur les rapports du duc avec la noblesse bretonne à la fin du XIIIe siècle », dans Jean Kerhervé (sous dir.), Noblesse de Bretagne du Moyen Age à nos jours, Rennes, 1999, p. 37-88. [lire en ligne].
- « La Maison de Penthièvre de 1212 à 1332 », dans Mémoires de la Société d’Histoire et d’archéologique de Bretagne, Actes du congrès de Lamballe, de septembre 2002, p. 19-54.
- en collaboration avec Patrick Kernevez, « la branche cadette de la maison vicomtale de Léon, dite des Hervé de Léon », dans Mémoires de la Société archéologique du Finistère, t. CXXXI, 2002, p. 279-312. [lire en ligne].
- « Les seigneurs de Clisson aux XIIIe et XIVe siècles », dans Mémoires de la société d’histoire et d’archéologique de Bretagne, Actes du congrès de Clisson, de septembre 2003, t. LXXXII, 2004, p. 59-80.
- « Pierre de Dreux (1213-1250) et Saint-Aubin du Cormier », dans Bulletin et mémoires de la société d'histoire et d'archéologie du Pays de Fougères, t. XLIII, 2005, p. 1-19. [lire en ligne].
- « Les seigneurs de Fougères du milieu XIIe et du milieu XIVe siècles » dans Bulletin et mémoires de la société d'histoire et d'archéologie du Pays de Fougères, t. XLI, 2003, p. 1-51. [lire en ligne].
- « Matière arthurienne et chevalerie bretonne de 1213 à 1381», dans les actes du colloque organisé au Parlement de Bretagne par l'Institut culturel de Bretagne, Des chevaliers et la Table ronde à l'ordre de l'hermine, 2009, p. 53-74.
- « Alain VI, vicomte de Rohan, ou l'origine de la fortune des Rohan», dans Bulletin et mémoires de la Société polymathique du Morbihan, t. CXXXIV, 2008, p. 79-122. [lire en ligne].
- « Au cœur de l'entourage des ducs de Bretagne, Thibaud de Derval (vers 1280-vers 1330), vicomte de Donges, seigneur de Rochefort», dans Mémoires de la société d’histoire et d’archéologique de Bretagne, Actes du congrès de Saint-Nazaire, t. LXXXVIII, 2009, p. 5-47. [lire en ligne].
- « Les règlements des conflits de succession dans la noblesse bretonne au XIIIe siècle », dans Annales de Bretagne et des Pays de l'Ouest, t. 116, juin 2009, n° 2, p. 7-54. [lire en ligne].
- « Les Dinan-Montafilant », dans Société d'émulation des Côtes-d'Armor, t. CXXXIX, 2010, p. 3-82
- « Le Poher au XIIIe siècle, évolutions et ruptures», dans les Cahiers du Poher, n° 37 et 38, 2012.
- « Les Tournemine (milieu du XIIe siècle-fin XVe siècle) », Société d'Emulation des Côtes d'Armor,t. CXL, 2012, p. 75-128.
- « Alain de Goëlo, mort en 1212, régent du duché de Bretagne (1209-1212) » dans Bulletin de la Société d’Emulation des Côtes du Nord, t. CXLI, 2013, p. 23-88.
- « les seigneurs de Guéméné-Guingamp », Acte du colloque de Guéméné-sur-Scorff du 29-30 avril 2011, 2013, p. 51-78.
- « Pouvoirs princiers et structures lignagères au Nord de la Bretagne » (fin XIIe siècle-XIVe siècle), Actes du colloque de Guingamp et de Dinan, 2011, Conseil général des Côtes d'Armor, PUR, 2014, p. 35-47.
- « La chevalerie bretonne du comté de Vannes et les ducs de Bretagne de la maison de Dreux (1213-1341) », dans Bulletin de la Société Polymathique du Morbihan, t. CXL, 2014, p. 177-222.
- « Le combat des Trente », sur Becedia, 1er décembre 2016 (consulté le 12 septembre 2017)
- « Les ducs de Bretagne de la maison de Dreux et le comté de Vannes (1213-1341) », dans Vannes au Moyen Age, une histoire de 1000 ans, Vannes, 2016, p. 34-36.